# Luigi Barbesino
Luigi Ferdinando Barbesino (* 1. Mai 1894 in Casale Monferrato; † vermutlich am 20. April 1941 im Mittelmeer) war ein italienischer Fußballspieler und -trainer sowie Faschist.

## Spielerkarriere

### Im Verein
Barbesino als begann als Schüler in Ivrea mit dem Fußballspielen und galt bereits in sehr jungen Jahren als Führungsspieler. Im Alter von 16 Jahren schloss sich der technisch starke Mittelfeldspieler dem Casale FBC aus seiner Heimatstadt Casale Monferrato an, für den er von 1911 bis 1920 aktiv war. In der Saison 1913/14 war er maßgeblich am Gewinn der Italienischen Fußballmeisterschaft beteiligt. Da Casale zur damaligen Zeit noch keinen Trainer hatte, war Barbesino – trotz seines Alters von noch nicht einmal 20 Jahren – als Mannschaftskapitän für die Aufstellung verantwortlich.
Während des Ersten Weltkrieges, als keine nationale Meisterschaft in Italien ausgespielt wurde, war Barbesino in der Saison 1917/18 für den FC Legnano aktiv. Am Kriegsgeschehen nahm er als Flieger im Rang eines Oberleutnants zeitweise ebenfalls teil.
Im Jahr 1920 unterbreiteten die Mailänder Vereine AC und Inter Barbesino lukrative Angebote, die er ablehnte und sich stattdessen im Alter von 26 Jahren vom aktiven Fußball zurückzog.

### In der Nationalmannschaft
Im Jahr 1912 wurde Luigi Barbesino von Nationaltrainer Vittorio Pozzo ins italienische Aufgebot für die Olympischen Sommerspiele in Stockholm berufen. Er debütierte am 1. Juli 1912 im Alter von 18 Jahren und zwei Monaten beim 1:0-Sieg gegen Schweden im Dress der Azzurri und absolvierte zwei Tage später beim 1:5 gegen Österreich sein zweites Länderspiel. Bis heute zählt er damit zu den jüngsten Debütanten in der italienischen Nationalmannschaft.
Am 17. Mai 1914 erzielte Barbesino beim 1:0-Sieg im Freundschaftsspiel gegen die Schweiz in Bern sein einziges Länderspieltor. Diese Partie war die letzte seiner insgesamt fünf Länderspiele für Italien und wegen des Ersten Weltkriegs die vorletzte der Azzurri bis Januar 1920.

### Erfolge
- Italienischer Meister: 1913/14

## Faschistenführer in Südtirol
Anfang der 1920er-Jahre war Barbesino in Bozen als Holzhändler tätig. Am 6. Mai 1921 wurde er Sekretär der Bozner Sektion der Schwarzhemden (Fasci di Combattimento). Im September 1921 drang er mit Gefolgsleuten ins Bozner Rathaus ein und verlangte von Bürgermeister Julius Perathoner die Hissung der Tricolore. Einen tätlichen Angriff Barbesinos auf Perathoner verhinderte die Polizei.
Im April 1922 wurde Barbesino vom Abgeordneten Eduard Reut-Nicolussi wegen „Ehrbeleidigung“ verklagt. Nachdem der Prozess von Bozen nach Görz delegiert worden war, weil Barbesino angeblich „des Deutschen nicht mächtig“ war, zog Reut-Nicolussi seine Klage zurück. Am 1. und 2. Oktober 1922 war Barbesino zusammen mit Giacomo Chiarini Organisator des Marsches auf Bozen und der Besetzung der Kaiserin-Elisabeth-Schule.
Innerhalb der im November 1921 gegründeten faschistischen Partei gab es in der Parteiprovinz Venezia Tridentina Machtkämpfe zwischen den Vertretern Bozens und des Trentinos. Barbesino verlangte erfolglos die Aufteilung der Provinz und wurde als Kompensation am 1. Februar 1923 zum faschistischen PNF-Provinzialsekretär von Venezia Tridentina bestellt. Damit bekleidete er das höchste faschistische Amt in der Provinz. Ebenfalls im Februar 1923 übernahm Barbesino zusammen mit Emilio Desio die im Vorjahr von Umberto Murè gegründete, zweiwöchentlich erscheinende Zeitung Il Piccolo Posto, in der er ab diesem Zeitpunkt regelmäßig politische Artikel veröffentlichte.
Die Spannungen innerhalb der Parteiprovinz dauerten an und mit Achille Starace hatten die Trentiner einen mächtigen Vertrauensmann im Großen Faschistischen Rat, der sich obendrein mit Barbesino in einem persönlichen Konflikt befand. Barbesino beschuldigte Starace, der tatsächlich Freimaurer war, öffentlich der Freimaurerei. Nach der Ablehnung des durch Barbesino ausgehandelten „Burgfriedens“ zwischen PNF und Deutschem Verband in Südtirol durch den Großen Faschistischen Rat Anfang März 1923 wurde Barbesino der Schwäche bezichtigt, verlor noch im selben Monat sein Amt als Provinzialsekretär und wurde aus dem Fascio Bozen ausgeschlossen. Er blieb jedoch Direktor des Piccolo Posto, verfügte damit weiterhin über großen Einfluss und war im Hintergrund weiter aktiv.
Im Jahr 1925 wurde Barbesino erneut zum Politischen Sekretär von Bozen ernannt. Im Oktober 1926 wurde er aufgrund eines kritischen Artikels im Piccolo Posto wiederum aus der Partei ausgeschlossen und der Piccolo Posto konfisziert und eingestellt, was das Ende seiner politischen Laufbahn bedeutete.

## Trainerkarriere
Nach Ende seiner aktiven Laufbahn war Barbesino mindestens ab Ende der 1920er-Jahre als Trainer aktiv. In der Saison 1929/30 – der ersten Serie-B-Saison in der Geschichte des italienischen Fußballs – stieg er mit dem FC Legnano als Tabellenzweiter hinter dem Casale FBC in die Serie A auf. Hier gelang es Barbesino mit der Mannschaft 1930/31 nicht, an die Erfolge der Vorsaison anzuknüpfen. Nach 31 von 34 Spieltagen wurde er von Otto Krappan als Legnano-Trainer abgelöst. Der Klub stieg am Saisonende als Tabellenletzter wieder in die Serie B ab.
Zwischen 1933 und 1937 trainierte Barbesino die AS Rom. In der Saison 1934/35 führte er die Roma auf Rang vier in der Serie A, weshalb man für die folgende Spielzeit zu den Titelfavoriten zählte. Am 20. September 1935, 48 Stunden vor Saisonbeginn, verließen mit Alejandro Scopelli, Andrés Stagnaro und Enrique Guaita (Serie-A-Torschützenkönig der Saison 1934/35) drei der Leistungsträger der Roma heimlich Italien und flüchteten in ihre argentinische Heimat, da sie Angst hatten, als Italienischstämmige (Oriundi) wegen des bevorstehenden Abessinienkrieges ins Esercito Italiano einberufen zu werden. Dennoch gelang Barbesino mit der AS Rom 1935/36 mit Platz zwei in der Serie A (mit einem Punkt Rückstand auf die von Árpád Weisz trainierte AGC Bologna) der größte Erfolg in seiner Trainerlaufbahn. Nach Rang zehn in der Spielzeit 1936/37 verließ Barbesino die Roma am Saisonende. Sein Nachfolger wurde Guido Ara.
Nach einer kurzen Phase als Trainer der Italienischen Studentennationalmannschaft trainierte Barbesino in der Saison 1938/39 die AFC Venedig in der Serie B. Noch im Saisonverlauf wurde er durch Giuseppe Girani ersetzt. Venezia stieg am Saisonende als Zweiter hinter der AC Florenz in die Serie A auf.

### Erfolge
- Aufstieg in die Serie A: 1929/30

## Tod im Zweiten Weltkrieg

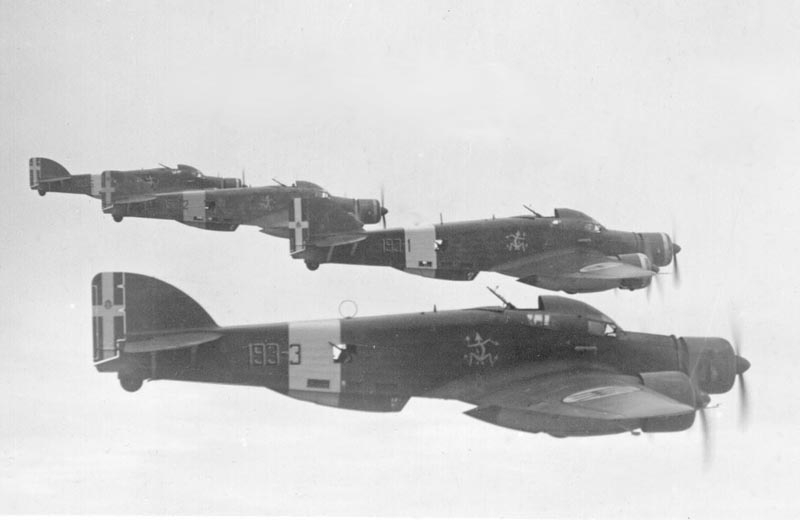
Vier Savoia-Marchetti SM.79 des 30º Stormo

Ende der 1930er-Jahre verließ Barbesino den Profifußball, trat als Offizier in die Regia Aeronautica und erwarb ein Patent für die Durchführung von Aufklärungsflügen. Bei Ausbruch des Zweiten Weltkriegs wurde er der 194. Staffel (194ª Squadriglia) des 30. Aufklärungs- und Bombengeschwaders (30º Stormo) zugeteilt. Die Einheit operierte von Sizilien aus mit dreimotorigen Flugzeugen vom Typ Savoia-Marchetti SM.79 und führte von ihrem Stützpunkt Sciacca aus zahlreiche Kriegseinsätze durch. Während der Jahre 1940 und 1941 flogen die Flugzeuge des 30. Geschwaders abwechselnd Aufklärungsflüge über Tunesien und Malta, Bombenangriffe im zentralen Mittelmeerraum und Geleitschutzflüge für italienische Marinekonvois. Die Verluste durch die Jagdflugzeuge der Royal Air Force waren zahlreich.
Am 20. April 1941 nahm Barbesino im Rang eines Majors an einer Aufklärungsmission mit zwei Flugzeugen teil, die von Sciacca aus startete. Sein Flugzeug bildete die Spitze der Formation, die zu befolgende Route lautete Sciacca–Kuriat–Kerkenna-Inseln und zurück nach Sciacca. Nach etwa einstündigem Flug bei schlechtem Wetter kehrte die zweite Maschine der Formation vorzeitig zur Basis zurück. Das Flugzeug, in dem sich Barbesino mit fünf weiteren Besatzungsmitgliedern befand, gilt bis heute als vermisst.